# Oberglabach
Oberglabach (Luxemburgs: Uewerglabech) is een plaats in de gemeente Nommern en het kanton Mersch in Luxemburg. Oberglabach telt 28 inwoners (2012).

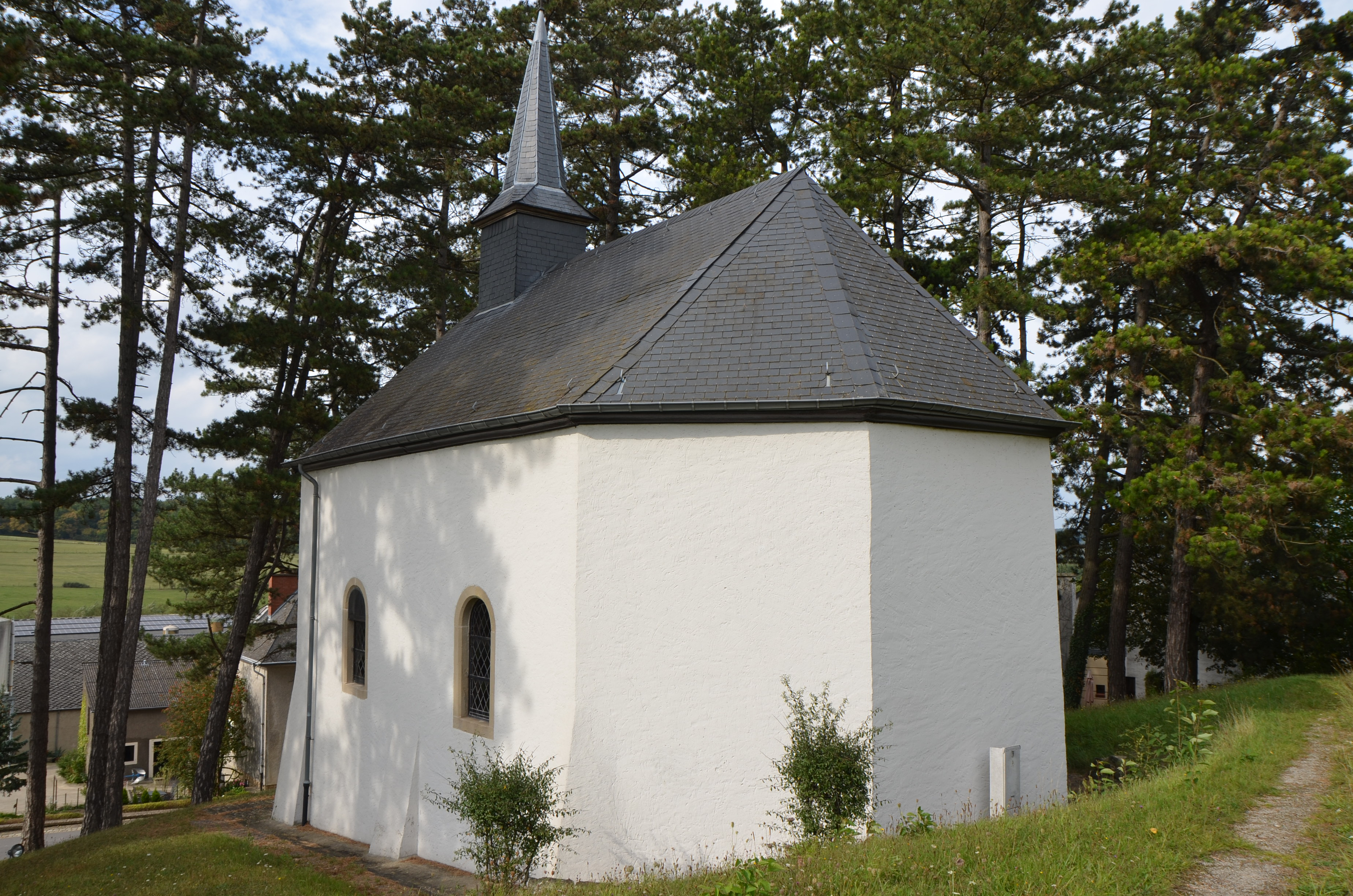
Oberglabach 73

Uertschaft: Cruchten · Nommern · Niederglabach · Oberglabach · Schrondweiler

Lieu-dit: Beisten · Bourghof · Kleinbourghof · Schleiderhof · Seylerhof

Luxemburgse gemeenten · Kanton Mersch · Luxemburg